# Tramwaje na Teneryfie

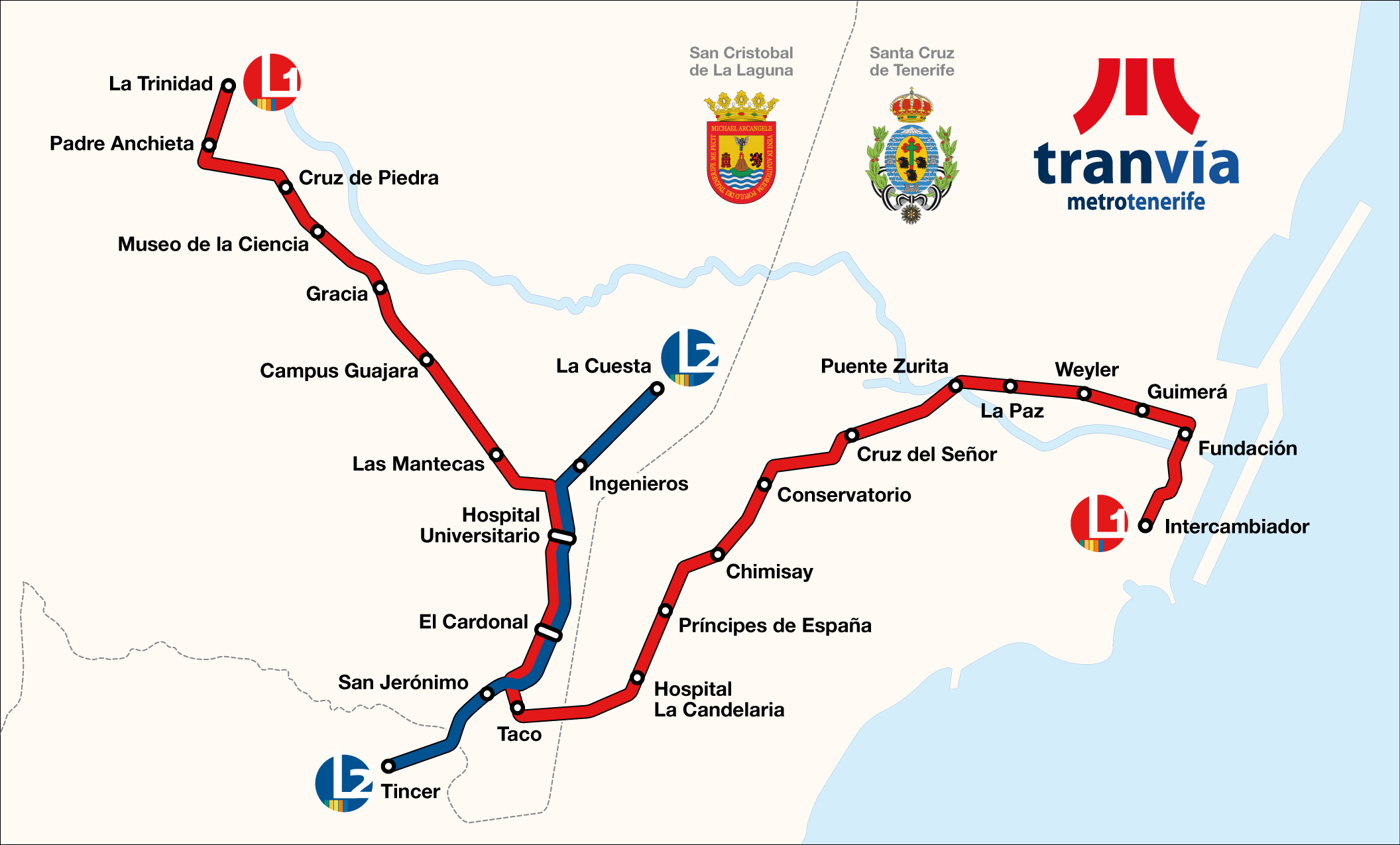
Schemat przebiegu linii tramwajowych na Teneryfie

Tramwaje na Teneryfie (Tranvía de Tenerife) – system komunikacji tramwajowej działający na hiszpańskiej wyspie Teneryfie wchodzącej w skład Wysp Kanaryjskich. Obecnie tramwaje są jedynym środkiem transportu szynowego na wyspach Kanaryjskich.

## Historia
Na Teneryfie pierwsza inauguracja tramwaju miała miejsce w I połowie XX wieku, 7 kwietnia 1901. Początkowo tramwaj kursował na trasie Plaza de España de Santa Cruz de Tenerife – Plaza de la Concepción de La Laguna. 27 lipca 1904 linia została przedłużona do Tacoronte. W 1927 Cabildo na Teneryfie z powodu problemów gospodarczych ograniczyła kursowanie tramwaju, a w 1951 pojazd ten znikł z ulic Teneryfy z powodu niskiej rentowności, braku konkurencyjności w stosunku do zwiększającej się liczby samochodów, taksówek i autobusów. Pod koniec XX wieku powstały plany budowy nowej linii tramwajowej, pomiędzy dwoma ośrodkami miejskimi obszaru metropolitarnego Santa Cruz La Laguna. Koszt wyniósł około 306 milionów €.
Prace rozpoczęły się w 2004, a pod koniec grudnia 2005 przeprowadzone zostały pierwsze próby testowe nowego tramwaju. Pierwsze testy zostały przeprowadzone w takcie 600 metrów od zajezdni (Taco) oraz Hospital Universitario de Canarias (La Cuesta). Firma Alstom dostarczyła tabor tramwajowy do obsługi nowej trasy. Stopniowo dostarczane były nowe jednostki, teraz jest ich w sumie 20. Prace budowlane zakończyły się oficjalnie 2 czerwca 2007, wraz z wejściem do eksploatacji linii 1. W dniu inauguracji, a następnie w weekend, przejazdy tramwajem były bezpłatne.
Budowa linii tramwajowej nr 2 rozpoczęła się 15 lutego 2008, a zakończyła się 30 maja 2009.

## Linie tramwajowe

### Linia nr 1.
Linia składa się z 21 przystanków wzdłuż 12,5 km. trasy i dziennie przewozi około 46.000 ludzi w całym obszarze metropolitalnym. Każda jednostka z 20 tramwajów jest zdolna do transportowania 200 pasażerów (w tym 60 miejsc siedzących) przy maksymalnej prędkości 70 km/h. Przystanki na trasie:
- Santa Cruz Intercambiador
- Fundación
- Teatro Guimerá
- (SC-Plaza) Weyler
- La Paz
- Puente Zurita
- Cruz del Señor
- Conservatorio
- Chimisay
- Principes de España
- Hospital La Cal
- Taco
- El Cardonal
- Hospital Universitario
- Las Mantecas
- Campus Guajara
- Gracia
- Museo de la Ciencia
- Cruz de Piedra
- Padre Anchieta
- La Laguna La Trinidad

Czas przejazdu pomiędzy przystankami końcowymi wynosi 37-39 minut. 
W projekcie jest także dalsza rozbudowa linii o 4 kolejne przystanki: San Antonio, San Lázaro, Park and Ride oraz Los Rodeos-TFN. 

### Linia nr 2.
Trasa linii ma długość około 3,6 km z 6 przystankami na trasie:
- Tincer
- San Jeronimo
- El Cardonal
- Hospital Universitario
- Ingenieros
- La Cuesta